# Radical 174
El radical 174, representado por el carácter Han 青, es uno de los 214 radicales del diccionario de Kangxi. En mandarín estándar es llamado 青部, (qīng bù, ‘radical «verde»’ o ‘radical «azul»’); en japonés es llamado 青部, せいぶ (seibu), y en coreano 청 (cheong).
El radical 174 aparece comúnmente en el lado izquierdo de los caracteres que clasifica (por ejemplo, en 靔). También aparece en otros casos en el lado derecho (por ejemplo, en 靖). En algunas ocasiones toma la forma variante 靑 (por ejemplo, en 靕 o en 靗).

## Nombres populares
- Mandarín estándar:　青, qīng, ‘verde’, ‘azul’.
- Coreano: 푸를청부, pureul cheong bu, ‘radical cheong-verde’.
- Japonés:　青（あお）, ao, ‘azul’, ‘verde’.
- En occidente: radical «azul», radical «verde».

## Galería
| Estilos antiguos                                 | Estilos antiguos                  | Estilos antiguos                        | Estilos antiguos                   | Estilos antiguos                   | Estilos empleados actualmente       | Estilos empleados actualmente  | Estilos empleados actualmente    | Estilos empleados actualmente   | Estilos empleados actualmente  |
|                                                  |                                   |                                         |                                    |                                    |                                     | 青                             | 青                               |                                 |                                |
| 甲骨文 jiǎgǔwén (escritura de huesos oraculares) | 金文 jīnwén (escritura de bronce) | 简帛 jiǎnbó (escritura de bambú y seda) | 篆文 zhuànwén (escritura de sello) | 篆文 zhuànwén (escritura de sello) | 隸書 lìshū (estilo de los escribas) | 楷書 kǎishū (estilo regular)   | 楷書 kǎishū (estilo regular)     | 行書 xǐngshū (estilo corriente) | 草書 cǎoshū (estilo de hierba) |
| 甲骨文 jiǎgǔwén (escritura de huesos oraculares) | 金文 jīnwén (escritura de bronce) | 简帛 jiǎnbó (escritura de bambú y seda) | 大篆 dàzhuàn (sello grande)        | 小篆 xiǎozhuàn (sello pequeño)     | 隸書 lìshū (estilo de los escribas) | 繁體／繁体 fántǐ (tradicional) | 简体／簡體 jiǎntǐ (simplificado) | 行書 xǐngshū (estilo corriente) | 草書 cǎoshū (estilo de hierba) |

## Caracteres con el radical 174
| trazos | carácter |
| ------ | -------- |
| + 0    | 靑 青    |
| + 4    | 靓 靔    |
| + 5    | 靕 靖 靖 |
| + 6    | 靗 靘 静 |
| + 7    | 靚       |
| + 8    | 靛 靜    |
| + 10   | 靝       |